# Henrik Otto Donner
Henrik Otto Donner (16 de noviembre de 1939 - 26 de junio de 2013) fue un compositor finlandés, músico y personalidad de la música en todas direcciones. Sus estilos musicales son variados, desde el pop y el rock hasta el jazz, la música electrónica y la música clásica contemporánea. El instrumento personal de Donner era la trompeta. Fue miembro de la famosa sueca finlandesa familia Donner.
Donner fue uno de los pioneros de la música vanguardista y experimental roquera, así como una figura importante en la Finlandia izquierdista del "movimiento de la canción" de los años 1960 y 1970. Estudió en la Academia Sibelius de Helsinki y más tarde en Viena como estudiante de György Ligeti. En 1966 Donner fue uno de los fundadores del sello discográfico Love Records, que era un sello pionero en la música rock finlandesa. Donner ha colaborado con muchos músicos y artistas finlandeses como Erkki Kurenniemi, Juhani Aaltonen, A. W. Yrjänä, Hasse Walli y Dave Lindholm. Fue un compositor de banda sonora de más de 50 películas y series de televisión.
Henrik Otto Donner fue encontrado muerto en el puerto deportivo de Jakobstad el 27 de junio de 2013.